# 赤城下町
赤城下町（あかぎしたまち）は、東京都新宿区の町名。「丁目」の設定のない単独町名である。住居表示未実施地域。

## 地理
新宿区の北東部に位置する。地域北部は、改代町に接する。東部は、赤城元町、築地町に接する。南部は矢来町に接する。西部は天神町、中里町に接する（地名はいずれも新宿区）。地域内は住宅地となっている。
文字通り赤城神社よりも下（標高の低い場所）に位置し、神社西側の赤城坂を下った一帯の地域である。おおむね製本工場が多いが、近年の出版技術の変化、電子通信の普及により移転転業も多く、跡地が集合住宅に変化することも多い。

### 地価
住宅地の地価は、2025年（令和7年）1月1日の公示地価によれば、赤城下町69番2外の地点で95万8000円/m2となっている。

## 世帯数と人口
2025年（令和7年）3月1日現在（新宿区発表）の世帯数と人口は以下の通りである。
- 世帯数 : 898世帯
- 人口 : 1,356人

### 人口の変遷
国勢調査による人口の推移。
| 年                 | 人口  |
| ------------------ | ----- |
| 1995年（平成7年）  | 1,407 |
| 2000年（平成12年） | 1,458 |
| 2005年（平成17年） | 1,384 |
| 2010年（平成22年） | 1,413 |
| 2015年（平成27年） | 1,268 |
| 2020年（令和2年）  | 1,203 |

### 世帯数の変遷
国勢調査による世帯数の推移。
| 年                 | 世帯数 |
| ------------------ | ------ |
| 1995年（平成7年）  | 711    |
| 2000年（平成12年） | 800    |
| 2005年（平成17年） | 786    |
| 2010年（平成22年） | 819    |
| 2015年（平成27年） | 773    |
| 2020年（令和2年）  | 785    |

## 学区
区立小・中学校に通う場合、学区は以下の通りとなる（2018年8月時点）。
- 区域 : 全域
  - 小学校 : 新宿区立江戸川小学校
  - 中学校 : 新宿区立牛込第三中学校

## 事業所
2021年（令和3年）現在の経済センサス調査による事業所数と従業員数は以下の通りである。
- 事業所数 : 59事業所
- 従業員数 : 194人

### 事業者数の変遷
経済センサスによる事業所数の推移。
| 年                 | 事業者数 |
| ------------------ | -------- |
| 2016年（平成28年） | 49       |
| 2021年（令和3年）  | 59       |

### 従業員数の変遷
経済センサスによる従業員数の推移。
| 年                 | 従業員数 |
| ------------------ | -------- |
| 2016年（平成28年） | 208      |
| 2021年（令和3年）  | 194      |

## その他

### 日本郵便
- 郵便番号 : 162-0803[3]（集配局 : 牛込郵便局[16]）。